# 安宁的马来西亚
《安泰康宁，马来西亚》（直译：安宁的马来西亚）是马来西亚于1980－90年代具有代表性的爱国歌曲，表达人民团结在成功和谐的国家，祈求和平及繁荣生活的愿景。